# Hymenophyllum horizontale
Hymenophyllum horizontale är en hinnbräkenväxtart som beskrevs av Conrad Vernon Morton. Hymenophyllum horizontale ingår i släktet Hymenophyllum och familjen Hymenophyllaceae. Inga underarter finns listade.